# Edward Wade
Edward Wade (fl. XIX-XX secolo) è stato un calciatore inglese, di ruolo attaccante.

## Carriera
Al Milan disputò una sola partita, Genoa-Milan (2-0).

## Palmarès

### Calciatore

#### Club

##### Altre Competizioni
- Medaglia del Re: 1

Milan: 1902